# Queensland PGA Championship
Het Queensland PGA Championship is een golftoernooi in Australië dat opgericht werd in 1926. Het maakt sinds 2009 deel uit van de Australaziatische PGA Tour. Het toernooi wordt altijd in de regio Queensland gespeeld, maar niet altijd op dezelfde locatie.
Het wordt gespeeld in een strokeplay-formule met vier ronden. Na de tweede ronde wordt de cut toegepast.

## Winnaars
| - 1926: Arthur Spence - 1927: D Carr - 1928: Onbekend - 1929: Charlie Brown - 1930: Charlie Brown - 1931: Charlie Brown - 1932: Charlie Brown - 1933: A Gazzard - 1934: Ossie Walker - 1935: A Gazzard - 1936: Ossie Walker - 1937: E Anderson - 1938: E Anderson - 1939: Ossie Walker - 1940: Geannuleerd (WOII) - 1941: Geannuleerd (WOII) - 1942: Geannuleerd (WOII) - 1943: Geannuleerd (WOII) - 1944: Geannuleerd (WOII) - 1945: Geannuleerd (WOII) - 1946: Reginald Harry Want - 1947: Reginald Harry Want - 1948: Reginald Harry Want - 1949: Reginald Harry Want - 1950: Jim Mclnnes - 1951: Reginald Harry Want - 1952: Reginald Harry Want - 1953: J Brown | - 1954: Reginald Harry Want - 1955: Doug Katterns - 1956: Darrell Welch - 1957: J Collins - 1958: Darrell Welch - 1959: Darrell Welch - 1960: Darrell Welch - 1961: Len Thomas - 1962: Reginald Harry Want - 1963: J Brown - 1964: J Collins - 1965: R Gibson - 1966: L Wilson - 1967: David Graham - 1968: Ted Ball - 1969: R Gibson - 1970: John Klatt - 1971: Errol Hartvigsen - 1972: P Barry - 1973: Randall Vines - 1974: John Klatt - 1975: Errol Hartvigsen - 1976: Randall Vines - 1977: B Smith - 1978: A Cooper - 1979: Greg Norman - 1980: John Victorsen - 1981: Michael Ferguson | - 1982: Paul Foley - 1983: Peter McWhinney - 1984: Ian Baker-Finch - 1985: Peter Fowler - 1986: Ossie Moore - 1987: Peter Senior - 1988: Terry Price - 1989: Zorin Zorkic - 1990: Terry Price - 1991: Wayne Case - 1992: Ossie Moore - 1993: Chris Taylor - 1994: Rob Stephens - 1995: Todd Power - 1996: David Ecob - 1997: Lucas Parsons - 1998: Lucas Parsons - 1999: Jonathan Riley - 2000: Nathan Green - 2001: Anthony Painter - 2002: Andre Stolz - 2003: David Diaz - 2004: Kurt Barnes - 2005: Scott Gardiner - 2006: Cameron Percy - 2007: Andrew Bonhomme - 2008: Darren Beck |

### Australaziatische PGA Tour
Sinds 2009 staat dit toernooi op de kalender van de Australaziatische PGA Tour.
| Jaar | Baan                   | Winnaar         | Score | Score | Info                                               |
| ---- | ---------------------- | --------------- | ----- | ----- | -------------------------------------------------- |
| 2009 | City Golf Club         | Steven Bowditch | 260   | –20   |                                                    |
| 2010 | Mount Coolum Golf Club | Peter Senior    | 271   | –17   |                                                    |
| 2011 | City Golf Club         | Gareth Paddison | 262   | –18   |                                                    |
| 2012 | City Golf Club         | Andrew Tschudin | 199   | –11   | Vanwege het slechte weer, afgewerkt in drie ronden |
| 2013 | City Golf Club         | Brad Kennedy    | 262   | –18   |                                                    |
| 2014 | City Golf Club         | Anthony Summers | 256   | –24   |                                                    |

| po = winnaar na play-off |